# جورام توشيشفيلي
جورام توشيشفيلي (مواليد 5 فبراير 1995) هو لاعب جودو جورجي. فاز بذهبية بطولة العالم في 2018 في وزن +100.

## روابط خارجية
- جورام توشيشفيلي على موقع الفيدرالية الدولية للجودو (الإنجليزية)
- جورام توشيشفيلي على موقع JudoInside.com (الإنجليزية)
- جورام توشيشفيلي على موقع AllJudo.net (الفرنسية)
- جورام توشيشفيلي على موقع اللجنة الأولمبية الدولية (الإنجليزية)
- جورام توشيشفيلي على موقع أوليمبيديا (الإنجليزية)